# Graham Kendrick
Graham Kendrick (Blisworth (Northamptonshire), 2 augustus 1950) is een Engelse singer-songwriter in het genre van de christelijke aanbiddingsmuziek (vaak ook op zijn Engels (praise &) worship genoemd).

## Levensloop
Zijn vader was een predikant bij de baptisten. Kendrick jr. werd opgeleid als leraar maar begon in plaats daarvan in 1972 met een christelijke zangcarrière waarbij hij zijn eigen liederen schreef. Hij was en is daarmee zeer succesvol, over de hele wereld worden zijn liederen gezongen (ook in vertaling). Het meest bekend is zijn Shine Jesus Shine dat in het Verenigd Koninkrijk de status van meest geliefd aanbiddingslied heeft. Het is dan ook vaak te horen in het populaire christelijke zangprogramma Songs of Praise van de BBC. In Nederland is het een tijdlang de openingstune van de Evangelische Omroep geweest. Een ander lied van hem is The Servant King, ook zeer gewild in Groot-Brittannië maar daarbuiten nog weinig bekend.
Graham stond mede aan de wieg van de Mars voor Jezus-manifestatie die op 25 juni 1994 wereldwijd werd gehouden. Meer dan twaalf miljoen mensen uit 177 landen deden hieraan mee en getuigden op straat van hun geloof in Jezus Christus.
Vanwege zijn internationale muzikale verdiensten ontving hij in 1995 een Dove Award van de Gospel Music Association en in 2000 mocht hij een eredoctoraat in de Godgeleerdheid van de Brunel-universiteit in West-Londen in ontvangst nemen vanwege zijn bevordering van de aanbiddingscultuur binnen de kerk. In 2001 stond zijn in dat jaar uitgebrachte muziekalbum What Grace op plaats nummer één van de lof- en aanbiddingsliederen.
Graham Kendrick is getrouwd en vader van vier kinderen. Hij is woonachtig in Zuid-Londen. Hij is bij diverse kerkgenootschappen aangesloten geweest. Van huis was hij baptist, later was hij acht jaar lid van de Anglicaanse Kerk en trouwde hij in een methodistenkerk. Vervolgens ging hij lange tijd ter kerke bij een onafhankelijke vrije kerk, de charismatisch getinte Ichthus Christian Fellowship, alwaar hij deel uitmaakte van de aanbiddingsleiding.

## Discografie
- Foootsteps on the Sea (Key Records) 1971
- Bright Side Up (Key Records) 1972
- paid on the nail (Key Records) 1974
- breaking of the daw (Dovetail) 1976
- Fighter (Dovetail) 1978
- Jesus Stand Among Us (Dovetail) 1979
- Triumph in the Air (Glenmore Music) 1980
- 18 classics (Kingsway) 1981
- Cresta Run (Kingsway) 1981
- The king is among us (Kingsway) 1981
- Nightwatch (Kingsway) 1983
- The blame (Kingsway) 1983
- Let God Arise (Kingsway) 1984
- Magnificent Warrior (Kingsway) 1985
- Make Way for the King of Kings - A Carnival of Praise (Kingsway) 1986
- Make Way for Jesus - Shine Jesus Shine (Make Way Music) 1988
- Make Way for Christmas - The Gift (Make Way Music) 1988
- Let the Flame Burn Brighter (single) (Make Way Music) 1989
- Make Way for the Cross - Let the Flame Burn Brighter (Make Way Music) 1989
- We Believe (Star Song) 1989
- Crown Him (Integrity Music) 1991
- King of the Nations (Word UK) 1992
- Crown Him - The Worship Musical (Word UK) 1992
- Spark to a Flame (Megaphone/Word UK) 1993
- Rumours of Angels (Megaphone/Alliance) 1994
- Is Anyone Thirsty? (Megaphone/Alliance) 1995
- Illuminations (Megaphone/Alliance) 1996
- No More Walls (Make Way Music/Alliance) 1997
- No scenes of stately majesty (E.P) (Megaphone/Alliance) 1998
- The Millennium Chorus (Millennium Chorus Ltd) 2000
- The Easter Collection (Make Way Music/World Wide Worship) 2001
- What Grace (Make Way Music/Fierce!) 2001
- Rumours of Angels / The Gift Double CD (Make Way Music/Fierce!) 2001
- The Prayer Song Collection (Make Way Music/World Wide Worship) 2002
- The Psalm Collection (Make Way Music/World Wide Worship) 2002
- Do Something Beautiful (Make Way Music/Fierce!) 2003
- Sacred Journey (Make Way Music/Fierce!) 2004
- USA Live Worship (Make Way Music) 2005
- Out Of The Ordinary (Make Way Music/Fierce!) 2006